# Rhagoletis nova
Rhagoletis nova är en tvåvingeart som först beskrevs av Ignaz Rudolph Schiner 1868.  Rhagoletis nova ingår i släktet Rhagoletis och familjen borrflugor. Inga underarter finns listade i Catalogue of Life.